# Johnson County (Nebraska)
Johnson County ist ein County im Bundesstaat Nebraska der Vereinigten Staaten. Der Verwaltungssitz (County Seat) ist Tecumseh, das nach dem Häuptling der Shawnee benannt wurde.

## Geographie
Das County liegt fast im äußersten Südosten von Nebraska, ist im Süden etwa 35 Kilometer von Kansas, im Osten etwa 40 Kilometer von Missouri, im Nordosten etwa 45 Kilometer von Iowa entfernt und hat eine Fläche von 976 Quadratkilometern, wovon 2 Quadratkilometer Wasserfläche sind. Es grenzt im Uhrzeigersinn an folgende Countys: Otoe County, Nemaha County, Pawnee County, Gage County und Lancaster County.
In der Nähe von Elk Creek im Südosten des Countys wurden bedeutende Niobvorkommen entdeckt, deren Ausbeutung die Importabhängigkeit der Vereinigten Staaten an Niob lindern soll. Das Vorkommen wird zurzeit erschlossen.

## Geschichte
Johnson County wurde 1855 gebildet. Benannt wurde es nach dem Vize-Präsidenten Richard M. Johnson.
Fünf Bauwerke und Stätten des Countys sind im National Register of Historic Places eingetragen (Stand 11. Februar 2018).

## Demografische Daten

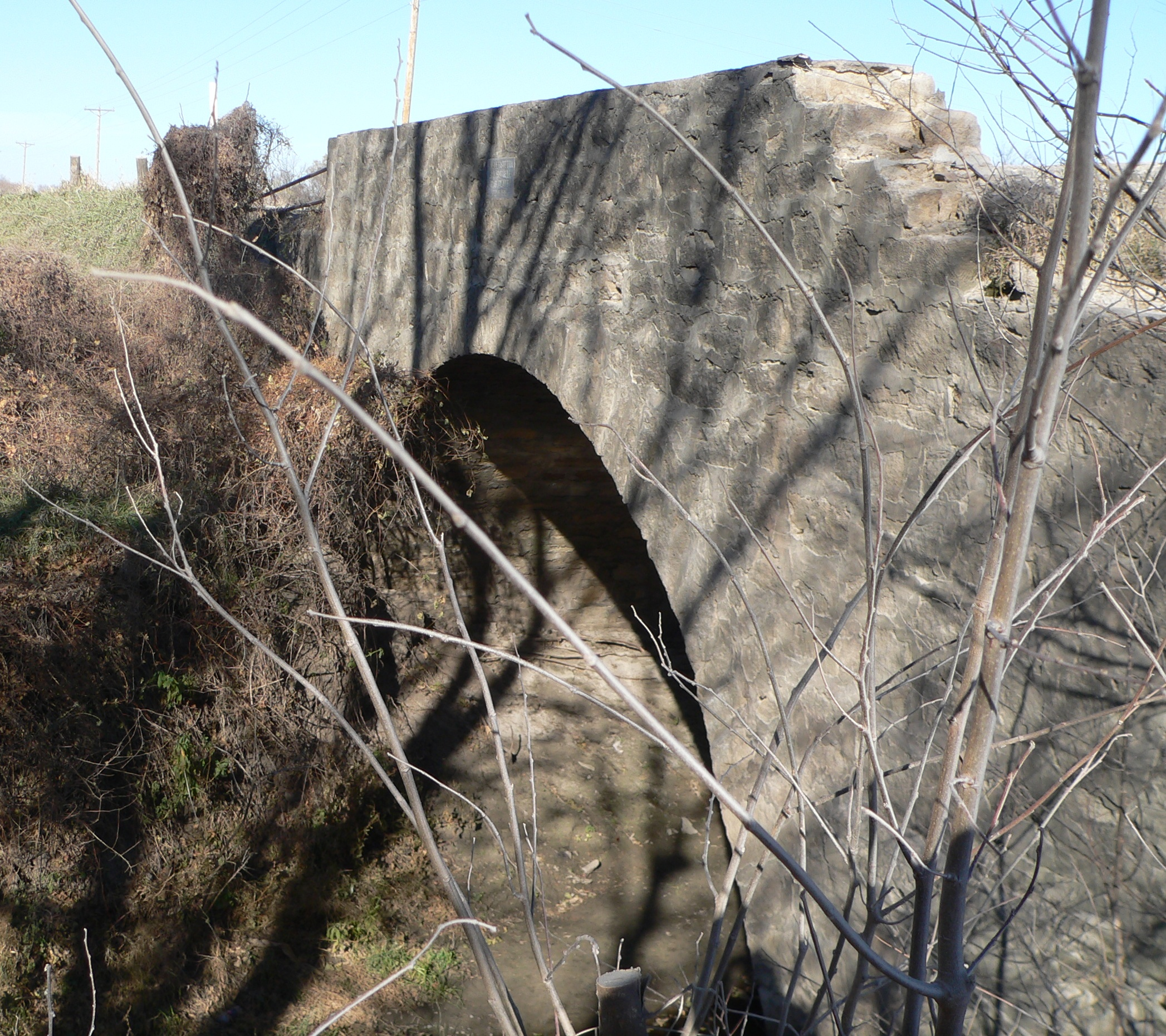
Keim Stone Arch Bridge, gelistet im NRHP

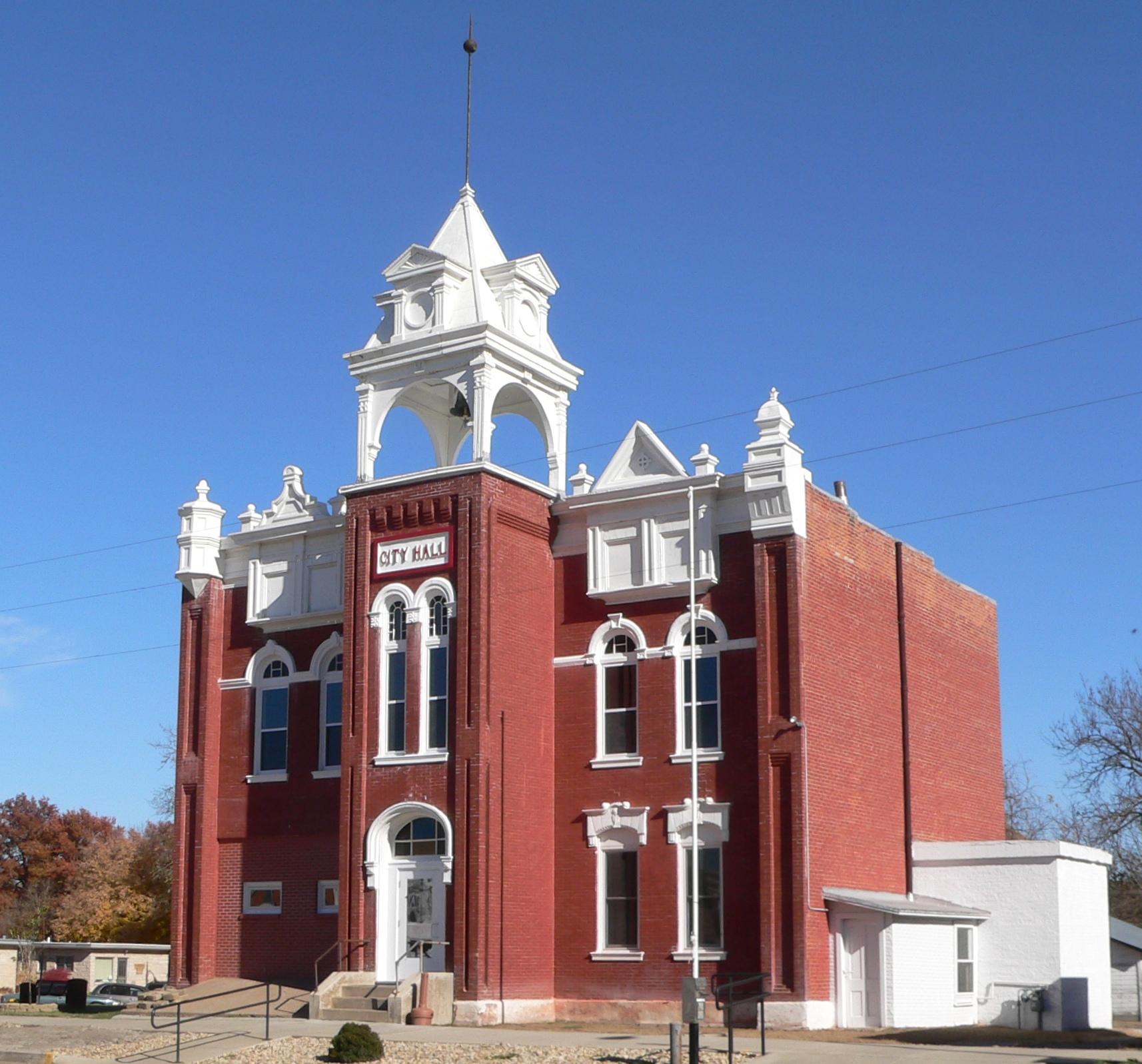
Tecumseh Historic District, gelistet im NRHP

Nach der Volkszählung im Jahr 2000 lebten im Johnson County 4488 Menschen. Davon waren 62 Bewohner in Sammelunterkünften untergebracht, die anderen Einwohner lebten in 1887 Haushalten und 1254 Familien. Die Bevölkerungsdichte betrug fünf Einwohner pro Quadratkilometer. Ethnisch betrachtet setzte sich die Bevölkerung zusammen aus 93,54 Prozent Weißen, 0,11 Prozent Afroamerikanern, 0,40 Prozent amerikanischen Ureinwohnern, 2,67 Prozent Asiaten, 0,02 Prozent Bewohnern aus dem pazifischen Inselraum und 1,96 Prozent aus anderen ethnischen Gruppen; 1,29 Prozent stammten von zwei oder mehr Ethnien ab. 2,87 Prozent der Bevölkerung waren spanischer oder lateinamerikanischer Abstammung.
Von den 1887 Haushalten hatten 29,6 Prozent Kinder und Jugendliche unter 18 Jahre, die bei ihnen lebten. 58,1 Prozent waren verheiratete, zusammenlebende Paare, 5,5 Prozent waren allein erziehende Mütter, 33,5 Prozent waren keine Familien, 29,9 Prozent waren Singlehaushalte und in 17,7 Prozent lebten Menschen im Alter von 65 Jahren oder darüber. Die Durchschnittshaushaltsgröße betrug 2,35 und die durchschnittliche Familiengröße lag bei 2,92 Personen.
Auf das gesamte County bezogen setzte sich die Bevölkerung zusammen aus 24,2 Prozent Einwohnern unter 18 Jahren, 5,7 Prozent zwischen 18 und 24 Jahren, 24,4 Prozent zwischen 25 und 44 Jahren, 23,6 Prozent zwischen 45 und 64 Jahren und 22,0 Prozent waren 65 Jahre alt oder darüber. Das Durchschnittsalter betrug 42 Jahre. Auf 100 weibliche Personen kamen 91,9 männliche Personen. Auf 100 Frauen im Alter von 18 Jahren oder darüber kamen statistisch 90,8 Männer.
Das jährliche Durchschnittseinkommen eines Haushalts betrug 32.460 US-$, das Durchschnittseinkommen der Familien betrug 41.000 $. Männer hatten ein Durchschnittseinkommen von 26.282 $, Frauen 20.799 $. Das Prokopfeinkommen betrug 16.437 $. 6,7 Prozent der Familien und 8,9 Prozent der Bevölkerung lebten unterhalb der Armutsgrenze. Davon waren 10,5 Prozent Kinder oder Jugendliche unter 18 Jahre und 11,1 Prozent waren Menschen über 65 Jahre.

## Orte im County
- Cook
- Crab Orchard
- Elk Creek
- Saint Mary
- Sterling
- Tecumseh
- Vesta